# Сунь Линьлинь
Сунь Линьлинь (кит. упр. 孙琳琳, пиньинь Sūn Línlín, род. 3 октября 1988 года в гор. Цитайхэ, провинции Хэйлунцзян) — китайская шорт-трекистка, чемпионка мира 2006 года среди юниоров, Олимпийская чемпионка 2010 года.

## Биография
Сунь Линьлинь начала заниматься конькобежным спортом в возрасте 10 лет. В 2004 году на своём первом юниорском чемпионате мира в Пекине выиграла бронзу на дистанции 1500 м и серебро в эстафете, а через год в Белграде вновь завоевала серебряную медаль юниорского чемпионата. И наконец в 2006 году выиграла золотую медаль в эстафете очередного мирового юниорского чемпионата в Меркуря-Чук.
В сезоне 2008-09 годов Линьлинь хорошо выступила в беге на 1500 метров на Кубке мира в Солт-Лейк-Сити, заняв пятое место в первый день и третье на второй. Зимой выиграла в женской эстафете на олимпийском отборе в Харбине, а затем завоевала бронзовую медаль в финале на 1500 метров. В сезоне 2009-2010 годов она была на подъеме. На Кубке мира в Пекине Сунь заняла пятое место в беге на 1500 метров. В Южной Корее она завоевала серебряную медаль на этой дистанции, также выиграла в эстафете, а позже в финале Кубка мира, она снова выиграла золотую медаль в женской эстафете. 
На Олимпийских играх в Ванкувере, Сунь Линьлинь впервые появилась в соревнованиях женщин на 1500 метров. В полуфинале она была помещена в первую группу, где участвовала южнокорейская звезда Ли Ын Сон. Линьлинь занимала лидирующую позицию в середине, но не смогла удержаться на последних двух кругах спринта, и в итоге она заняла только третье место в группе и пропустила финал. А в эстафете завоевала золотую медаль. После игр в марте на чемпионате мира в Софии заняла 12-е место в общей классификации. Тогда же завершила карьеру спортсменки.
Во второй половине 2010 года Сунь Линьлинь и Ван Мэн поступили в языковой класс Пенсильванского университета в Соединенных Штатах, а затем перевелись в Калифорнийский государственный университет в Лонг-Бич в начале 2011 года, чтобы продолжить изучение языка.